# Police Comics
Police Comics (dt. Polizeicomics) war der Titel eines Comicmagazins, die zwischen 1941 und 1953 von dem US-amerikanischen Verlag Quality Comics veröffentlicht wurde.
Jede Ausgabe von Police Comic beinhaltete neben den namensgebenden „aufregenden Polizeiabenteuern“ auch andere kurze Geschichten, die nahezu alle den Bereichen Humor, Superhelden und Kriminalgeschichten zugeordnet werden können.
Berühmte Serien beziehungsweise Figuren, die erstmals in den Police Comics veröffentlicht wurden, waren „Plastic Man“ (ab Police Comics #1), „Manhunter“ (ab Police Comics #), „Phantom Lady“, „The Human Bomb“ und „Firebrand“. Zudem wurden die von Will Eisner gestalteten Comicstrips der in diversen Tageszeitungen veröffentlichten Reihe The Spirit in Police Comics nachgedruckt. Als populärstes dieser Features gilt der von Jack Cole geschaffene parodistische Superheld Plastic Man, der die Titelblätter der Ausgaben #5-102 zierte und dessen Geschichten die meisten Seitenzahlen innerhalb der einzelnen Ausgaben der Serie eingeräumt bekamen.
Mit der Ausgabe #103 der Serie (Dezember 1950) unternahm man den Versuch, die zu diesem Zeitpunkt schwächelnde Reihe zu stabilisieren, indem man die dramatisch-überzogenen Abenteuer-Features zugunsten von realistischeren Detektiv- und Kriminalgeschichten ersetzte. Nachdem auch dieser Ansatz gescheitert war, wurde die Reihe knapp dreißig Ausgaben später 1953 eingestellt.